# Pezizals
Els pezizals (Pezizales) són un ordre de fongs del fílum dels ascomicots (Ascomycota), l'únic de la classe Pezizomycetes. Aquest ordre conté 16 famílies, 199 gèneres i 1683 espècies. Conté un gran nombre d'espècies amb importància econòmica com les múrgoles, la tòfona negra i la tòfona blanca i les tòfones del desert.

## Descripció
Els membres d'aquest ordre es caracteritzen pels ascs que típicament es trenquen per formar un opercle. Són fongs amb apotecis, per tant els seus cossos fructífers productors d'espores (ascoma) tenen típicament la forma de disc i tenen ascs des d'on es descarreguen les espores.

## Història natural
Els pezizals són sapròfits, micorrízics o paràsits. Les espècies que habiten al sòl sovint ho fan en hàbitats àcids i amb baix contingut de matèria orgànica. La majoria de les espècies es troben en regions temperades o a grans altituds. Diversos membres dels Sarcoscyphaceae i Sarcosomataceae són comuns en les regions tropicals.